# 毛花鸡腿堇菜
毛花鸡腿堇菜（学名：Viola acuminata var. pilifera）为堇菜科堇菜属鸡腿堇菜的变种。分布于中国大陆的甘肃等地，生长于海拔1,600米至1,800米的地区，常生长在灌丛下、山地阴坡杨桦林林缘或溪谷阴湿草地，目前尚未由人工引种栽培。